# 堂本阿岐羅
堂本 阿岐羅（どうもと あきら、1922年〈大正11年〉 - 2008年〈平成20年〉12月12日）は、京都市出身の日本画家。本名は堂本 亮。
日本画家堂本印象の次兄、堂本漆軒の子。

## 略歴
- 1941年（昭和16年） - 京都市立絵画専門学校（現：京都市立芸術大学）日本画科卒業
- 1954年（昭和29年） - 第10回日展特選
- 1955年（昭和30年） - 第11回日展特選